# Allococalodes
Allococalodes là một chi nhện trong họ Salticidae.